# Paronímia
A paronímia Arisztotelész logikai írásaiban használt fogalmával kapcsolatban lásd a Kategóriák szócikket.
A paronímia, más néven hasonlóalakúság az a jelenség, amikor egy nyelvben több hasonló alak létezik egymás mellett. Azokat a szavakat, amelyekre a jelenség fennáll, hasonló alakú szavaknak vagy paronimáknak nevezzük, a jelzői alak pedig a paronim. (Az utóbbi kettő egyaránt rövid i-vel!)
- Amennyiben ezek a szavak ugyanabból a tőből erednek, szóhasadásról beszélünk (lásd ott) – függetlenül attól, hogy a mai nyelvben azonos, hasonló vagy teljesen eltérő-e a jelentésük.
- Máskor pusztán véletlen alaki hasonlóságról van szó, vagy a rokonság esetleg csak valamelyik átadó nyelvben állt fenn. Elsősorban ezeket nevezzük paronimáknak.

Paronima például a magyarban a fáradság és fáradtság szó: az előbbi fáradozást, erőfeszítést jelent, a másik viszont ennek eredményére, a kimerültségre utal. Az angolban hasonló eset a discreet és a discrete (magyarul mindkettőnek a diszkrét szó felel meg): az előbbi ’tapintatos’-t jelent, az utóbbi viszont szakszó, a jelentése ’különálló’, ’egyedi’.
Az ilyen szavak esetenként félreértést okozhatnak, így megkülönböztetésükre érdemes odafigyelni. Ezek összetéveszthetőségére, problematikus voltára szólások is emlékeztetnek: összekeveri a szezont a fazonnal, az allegóriát a filagóriával stb. (Más mondások humoros jelleggel hívják fel erre a figyelmet, például: összekeveri a filozófiát a víziló fiával, Kossuthot a vasúttal, Gizikét a gőzekével, őzikét a Győzikével.)

## Külső hivatkozások
- Eszperantó nyelvi paronimák listája. (Eszperantó Wikipédia.)